# Deichtine
Deichtine – postać z mitologii iryjskiej, była matką Cuchulainna. Jej matką była Maga z Clanna Dedad, córka Aengusa Oga, ojcem druid Cathbad. Jej bratem był Conchobar mac Nessa. Była żoną Sualtama Mac Rotha.
Legenda o niej głosi, że w trakcie weselnego przyjęcia do jej pucharu wleciała mucha, którą dziewczyna połknęła. Z tego powodu zapadła w głęboki zaczarowany sen, w którym przyśnił jej się bożek słońca Lug, który dał jej rozkaz, aby razem z pięćdziesięcioma innymi kobietami z klanu udała się z nim w zaświaty. Trzy lata później stado jaskrawo ubarwionych ptaków wróciło do stolicy Ulsteru. Mieszkańcy strzelali do nich z procy, jednak żadnego nie trafili. Postanowili złapać ptactwo w nocy - okazało się, że były to zaczarowane w ptaki towarzyszki Deichtine, sama Deichitine oraz bożek Lug. W chacie, w której znaleziono Deichtine, był także jej nowo narodzony syn, którego spłodził Lug - Cuchulain.